# دشمن (فیلم ۱۳۷۴)
دشمن فیلمی به کارگردانی عباس بابویهی و نویسندگی عباس بابویهی، مجید فرازمند ساختهٔ سال ۱۳۷۴ است.

## خلاصه داستان
نیروهای سرسپرده داخل کشور در پی یک قرارداد و هماهنگی با نیروهای خارجی قصد دارند تجهیزات پیشرفتهٔ ماهواره ای را در ایران پایه‌ریزی کنند. جاسم که کارشناس این تجهیزات است به سرگرد مختاری رئیس تشکیلات عنوان می‌کند که قرارداد او به سر رسیده و قصد دارد نزد خانواده اش برگردد. اما سرگرد مختاری این اجازه را به او نمی‌دهد و مهندس جاسم توسط عوامل سرگرد در حال فرار از قرار گاه کشته می‌شود. سرگرد مختاری مجبور می‌شود کارشناس دیگری به نام مهندس علی صالحی را به کار دعوت کند اما مهندس راضی نمی‌شود. سرگرد مختاری برای جواب مثبت گرفتن از مهندس، همسرش را گروگان می‌گیرد. مهندس صالحی برای نجات جان همسرش به محل قرارگاه تجهیزات ماهواره ای مختاری می‌رود و با کمک روح پاک پرستو خواهر همسرش که شهید شده بعد از درگیری سخت با مختاری و عواملش نجات پیدا می‌کند و مختاری و عواملش هم توسط پلیس دستگیر می‌شوند.

## بازیگران
- فرامرز قریبیان
- جمشید هاشم‌پور
- مهناز اسلامی
- عنایت‌الله بخشی
- مونا غمخوار
- نرسی کرکیا
- منوچهر افسری
- شهلا رحمتی
- علی نظری
- عباس مختاری
- محمدحسن غمخوار
- محمد بابویهی
- هوشنگ دیبائیان
- علیرضا چوپان مزاینی
- هادی انباردار